# Rich Rundles
Richard Lambert Rundles, dit Rich Rundles, né le 3 juin 1981 à Chattanooga (Tennessee) et mort le 16 décembre 2019 à Livingston (Alabama), est un joueur américain de baseball ayant joué dans la Ligue majeure de baseball avec les Indians de Cleveland. Il était sous contrat avec les Orioles de Baltimore.

## Biographie

### Carrière
Drafté en 1999 par les Boston Red Sox, Rundles est échangé à l'organisation des Expos de Montréal en 2001. Il se contente d'évoluer en ligues mineures. Devenu agent libre en 2005, il signe un contrat de ligue mineure avec l'organisation des Cardinals de Saint-Louis puis rejoint l'organisation des Indians de Cleveland (février 2007), toujours avec un contrat de ligue mineure. De 1999 à 2008, Rundles a porté les couleurs de onze équipes différentes pour 241 matches joués, 888,2 manches lancées, 607 retraits sur prises et une moyenne de points mérités de 3,36. Le 2 juillet 2008, il est le seul représentant de l'équipe des Buffalo Bisons présent au All-Star-Game de l'International League.
Il fait ses débuts en ligue majeure le 3 septembre 2008 et prend part à huit matches à la fin de la saison 2008. Il ne prend part qu'à une seule partie en Ligue majeure en 2009.

### Mort
Richard Rundles est décédé le 16 décembre 2019 de causes naturelles à l'âge de 38 ans.